# Saint-Priest-de-Mareuil
Saint-Priest-de-Mareuil est une ancienne commune française du département de la Dordogne, réunie à Mareuil en 1827.

## Géographie
Le hameau de Saint-Priest se trouve en Ribéracois, dans le quart nord-ouest du département de la Dordogne, à environ un kilomètre au nord-ouest du bourg de Mareuil.

## Histoire
En 1827, les communes de Saint-Priest-de-Mareuil et de Saint-Pardoux-de-Mareuil fusionnent avec Mareuil.

## Démographie
| 1793 | 1800 | 1806 | 1821 |
| ---- | ---- | ---- | ---- |
| 356  | 355  | 340  | 330  |

## Lieux et monuments
L'église romane du XIIe siècle, à l'état de ruines, fait l'objet d'une inscription au titre des monuments historiques depuis 1948.